# مارک درپر (تنیس‌باز)
 مارک درپر (انگلیسی: Mark Draper؛ زاده ۱۱ فوریه ۱۹۷۱) یک تنیس‌باز اهل استرالیا است.